# Hutfabrik Wels

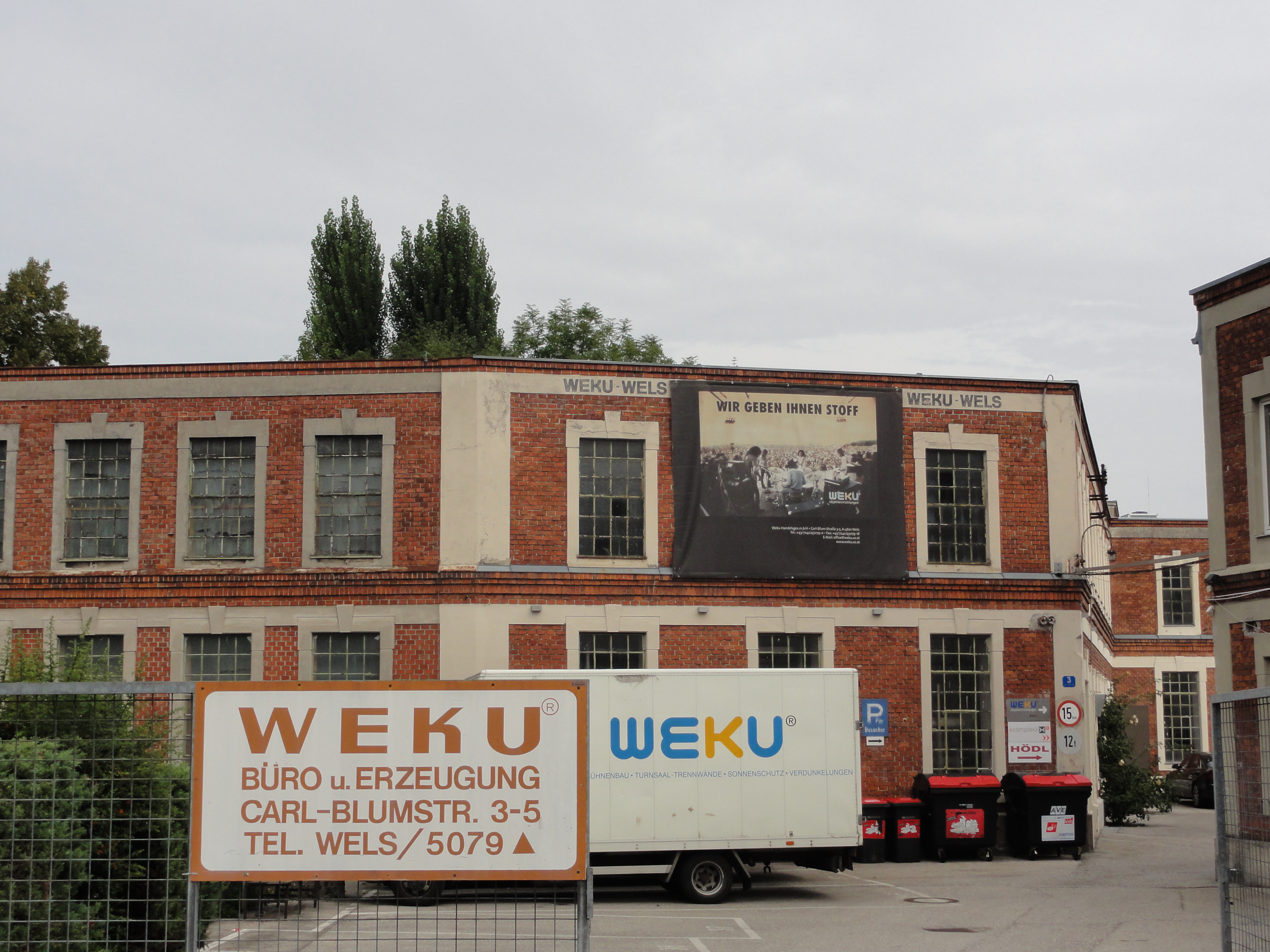
Hutfabrik Wels

Die Hutfabrik Wels ist ein Gebäude in der Carl-Blum-Straße 3 in Wels und steht unter Denkmalschutz (Listeneintrag). 1874 wurde die Hutfabrik von Carl Blum errichtet und war bis 1935 unter der Leitung von Sohn Robert Blum in Betrieb. Dessen Tochter Roberta Blum erbte die bereits stillgegete Fabrik und vermachte sie der katholischen Kirche. Heute ist die Liegenschaft im Eigentum der Diözesanen Immobilien-Stiftung der Diözese Linz und beherbergt mehrere Firmen und einen Caritas-Kindergarten.